# 테이트양털쇠주머니쥐
테이트양털쇠주머니쥐 (Marmosa paraguayanus)는 주머니쥐과에 속하는 남아메리카 유대류의 일종이다. 학명과 통용명은 미국 동물학자 테이트(George Henry Hamilton Tate)의 이름에서 유래했다. 잡식성 동물이며, 나무 위에서 주로 생활하는 수상성 동물이다. 대서양림의 토착종으로 브라질과 파라과이 그리고 아르헨티나에서 발견된다. 초원 안의 파편화된 숲을 포함하여 일차림과 이차림 모두에서 서식한다. 주요 먹이는 곤충이다. 이전에는 양털쇠주머니쥐속(Micoureus)으로 분류했지만 2009년부터 양털쇠주머니쥐속을 쇠주머니쥐속(Marmosa)의 아속으로 분류하고 있다. 보전 상태 등급은 "관심대상종"(LC, Least concern species)이지만, 도시화가 진행됨에 따라 분포 지역의 상당 부분이 농경지로 전환되어 서식지가 줄어들고 있다.